# Вергонцана
Вергонцана (итал. Vergonzana) јесте насеље у Италији у округу Кремона, региону Ломбардија.
Према процени из 2011. у насељу је живело 141 становника. Насеље се налази на надморској висини од 75 м.